# 다나구라 단층
다나구라 단층(일본어: 棚倉断層 たなぐらだんそう[*]) 또는 다나구라 구조선(일본어: 棚倉構造線 たなくらこうぞうせん[*]) 은 일본의 후쿠시마현 다나구라정과 이바라키현 히타치오타시를 잇는 북북서-남남동 주향의 단층이다.

## 참고 문헌
- 日本地質学会構造地質部会, 편집. (2012). 《日本の地質構造100選》. 朝倉書店. ISBN 978-4-254-16273-8.